# Economia do Uruguai
Os principais componentes da Economia do Uruguai são a indústria, turismo, tecnologia, agricultura e a criação de bovinos e ovinos e a exportação dos produtos advindos, caracterizado pela criação de gado bovino e ovino, cujos produtos (como carne, lã, couro e derivados lácteos) são destinados em sua maioria à exportação.[carece de fontes?]
Os recursos minerais são escassos, mas há uma incipiente indústria de transformação das matérias primas e combustíveis importados. Em se tratando de um país com forte produção agropecuária, sua principal indústria é a alimentícia, seguida da têxtil e da química. O Uruguai ao lado do Chile se destaca na América Latina no combate à corrupção.
A infraestrutura de transporte rodoviário é de boa qualidade e o turismo tem crescido em importância.
Os serviços financeiros também constituem expressiva parcela do PIB.

## Comércio exterior
Em 2020, o país foi o 91º maior exportador do mundo (US $ 7,8 milhões em mercadorias, menos de 0,1% do total mundial). Na soma de bens e serviços exportados, chega a US $ 16,0 bilhões e fica em 85º lugar mundial. Já nas importações, em 2019, foi o 104º maior importador do mundo: US $ 8,3 bilhões.

## Setores

### Agricultura e Pecuária
A agropecuária e silvicultura representavam juntas 5,6% do PIB uruguaio em 2000. No país há principalmente cultivos de cereais e de oleaginosas. No ano 2000, os principais produtos eram: arroz (1 milhão e 175 mil toneladas), trigo (384 mil toneladas), cevada (110 mil toneladas), milho (65 mil toneladas) e girassol (33 mil toneladas). Além disso, neste ano, as exportações de papel e produtos derivados foram de US$ 61,2 milhões, as de madeira foram de US$ 40,5 milhões e as de manufaturas de madeira superaram os US$ 20 milhões.
Já no ano de 2018, a agricultura do país progrediu e se diversificou: o país produziu 1,36 milhão de toneladas de arroz, 1,33 milhão de toneladas de soja, 816 mil toneladas de milho, 637 mil toneladas de cevada, 440 mil toneladas de trigo, 350 mil toneladas de cana-de-açúcar,  106 mil toneladas de laranja, 104 mil toneladas de uva, 90 mil toneladas de colza, 87 mil toneladas de batata, 76 mil toneladas de sorgo, 71 mil toneladas de tangerina, 52 mil toneladas de aveia, 48 mil toneladas de maçã, além de produções menores de outros produtos agrícolas.

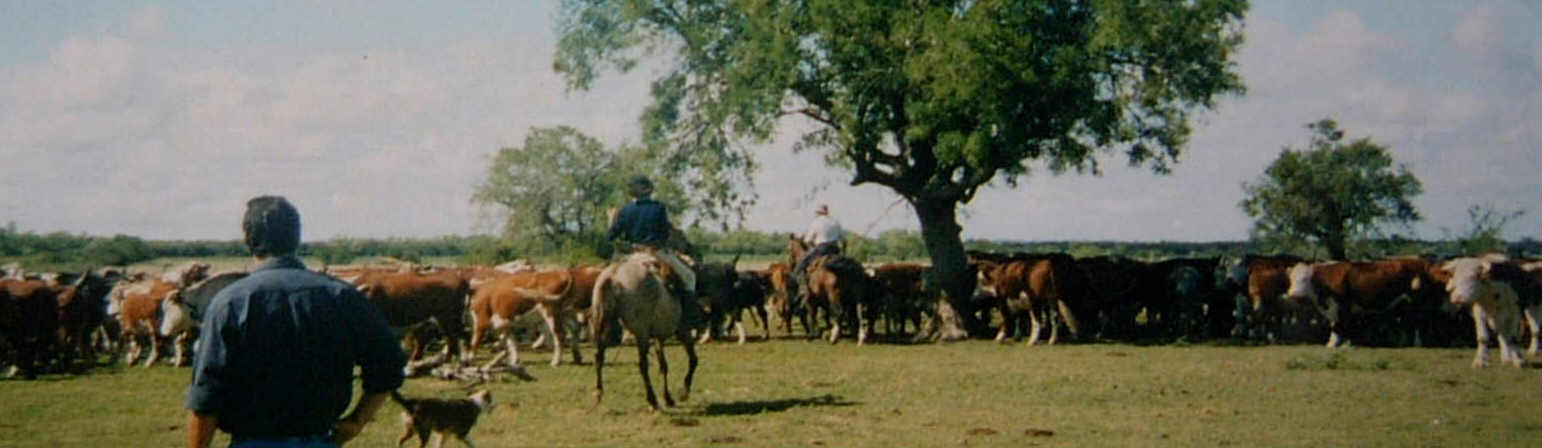
Gado bovino no Uruguai

A pecuária (carne bovina, ovina, e prdução de leite) era a principal atividade de 56% das propriedades rurais, no ano 2000. O rebanho bovino era de 10,4 milhões de cabeças, o de ovinos era 13,0 milhões. Foram abatidos 1,86 milhões de cabeças de gado bovino, gerando 480 mil toneladas de carne. Já a produção de lã vinha caindo: produziu-se 54 mil toneladas neste ano, o menor volume do século 20. O país também é um importante produtor de couros e manufaturas de couro, importantes itens de exportação. A produção de leite e de laticínios tem tido um aumento constante nas últimas 2 décadas : a entrada de leite nas usinas industrializadoras chegou a 1,153 bilhão de litros em 1999. O país é famoso por seu doce de leite e carne bovina de alta qualidade, e pelos produtos lácteos de modo geral.
Em 2018, o Uruguai foi o 24º maior produtor mundial de carne bovina (589 mil toneladas), foi o 19º maior produtor mundial de mel (20,9 mil toneladas), produziu 2,1 bilhão de litros de leite de vaca, entre outros. Em 2019 o país foi o 17º maior produtor mundial de lã - costumava ser um dos 10 maiores do mundo em épocas passadas.

### Indústria

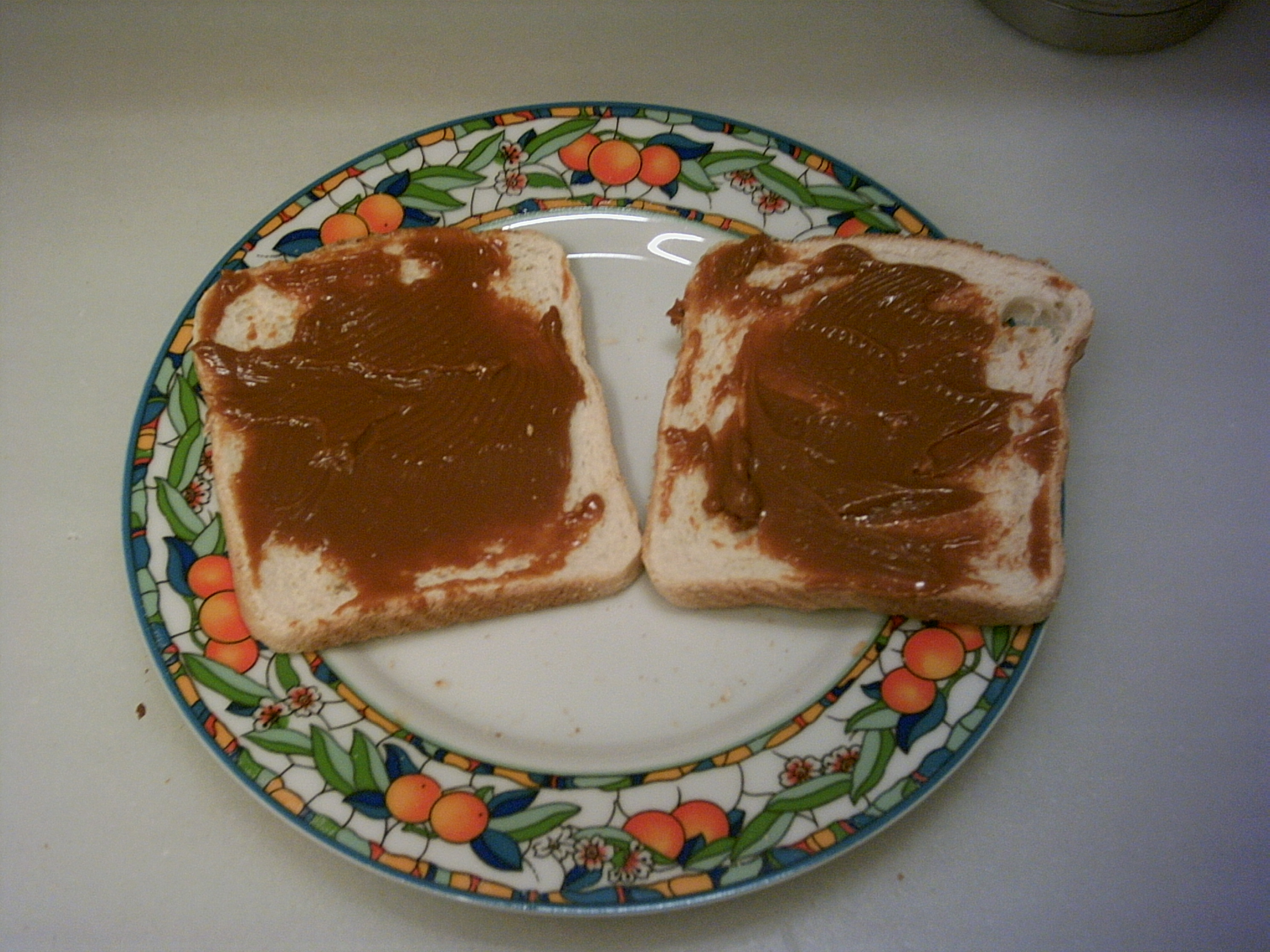
Doce de leite uruguaio

O Banco Mundial lista os principais países produtores a cada ano, com base no valor total da produção. Pela lista de 2019, o Uruguai tinha a 83ª indústria mais valiosa do mundo (US $ 6,5 bilhões).
Os principais setores da indústria uruguaia no anos 2000 eram: Refino de petróleo (14,9%), Bebidas sem álcool (5,8%), Cevada maltada (5,7%,) Frigoríficos (5,6%), Padaria, biscoitos, massas, etc. (5,2%), Farmacêutica (5,2%), Fumo (4,5%), Fios e tecidos têxteis (4,5%), Edição e Impresão (4,2%), Laticínios (3,4%), Vestuário (3,0%), Cervejarias e fabricação de malte (3,0%), Curtumes (2,6%), Plásticos (2,5 %) e Moinhos (2,3%). Uma boa parte das exportações uruguaias vão para o Brasil: produtos de borracha (70,3% do total produzido em 2000), produtos de plástico (57,2%), indústria de moagem (54,2%), laticínios (53,3%), vestuário (17,8%) e carnes (13,0%).

### Mineração

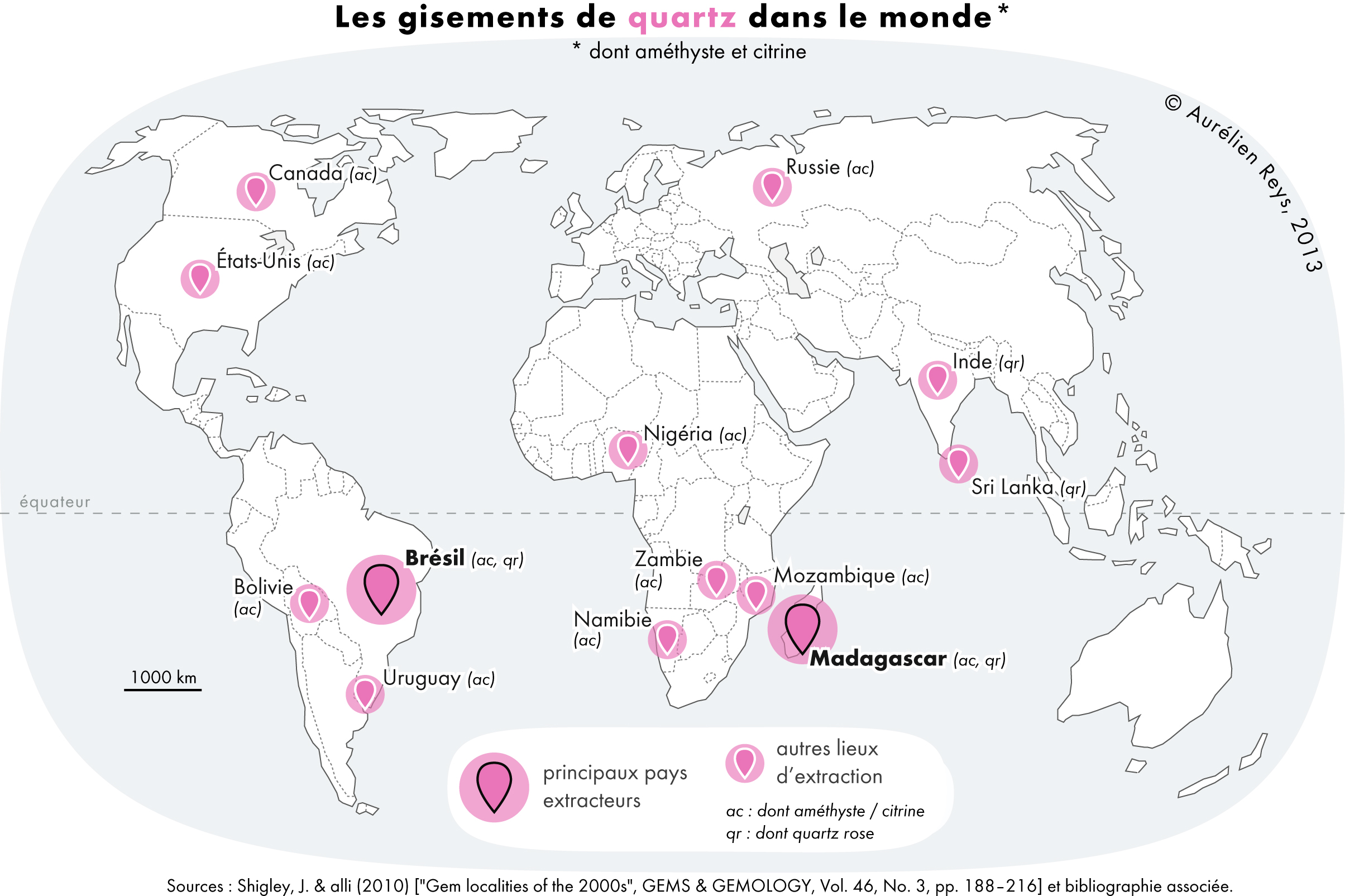
Uruguai é um dos produtores mundiais de ametista

O Uruguai é um dos países do mundo que tem extração de ametista. Na produção de ouro, entre 2006 e 2017, o país produziu quantidades anuais entre 3 toneladas em 2006 a 1,1 toneladas em 2017 (a produção vem decaindo de forma consistente). O país produziu prata pela última vez em 2008, quando exraiu 4 toneladas.

### Energia
Nas energias não-renováveis, em 2020, o país não produzia petróleo. Em 2011, o país consumia 51 mil barris/dia (98º maior consumidor do mundo). O país foi o 55º maior importador de petróleo do mundo em 2012 (40 mil barris/dia). O país não produz gás natural, e consumia muito pouco. O país também não produz carvão.
Nas energias renováveis, em 2020, o Uruguai era o 31º maior produtor de energia eólica do mundo, com 1,5 GW de potência instalada, e o 57º maior produtor de energia solar do mundo, com 0,2 GW de potência instalada.

### Serviços e turismo

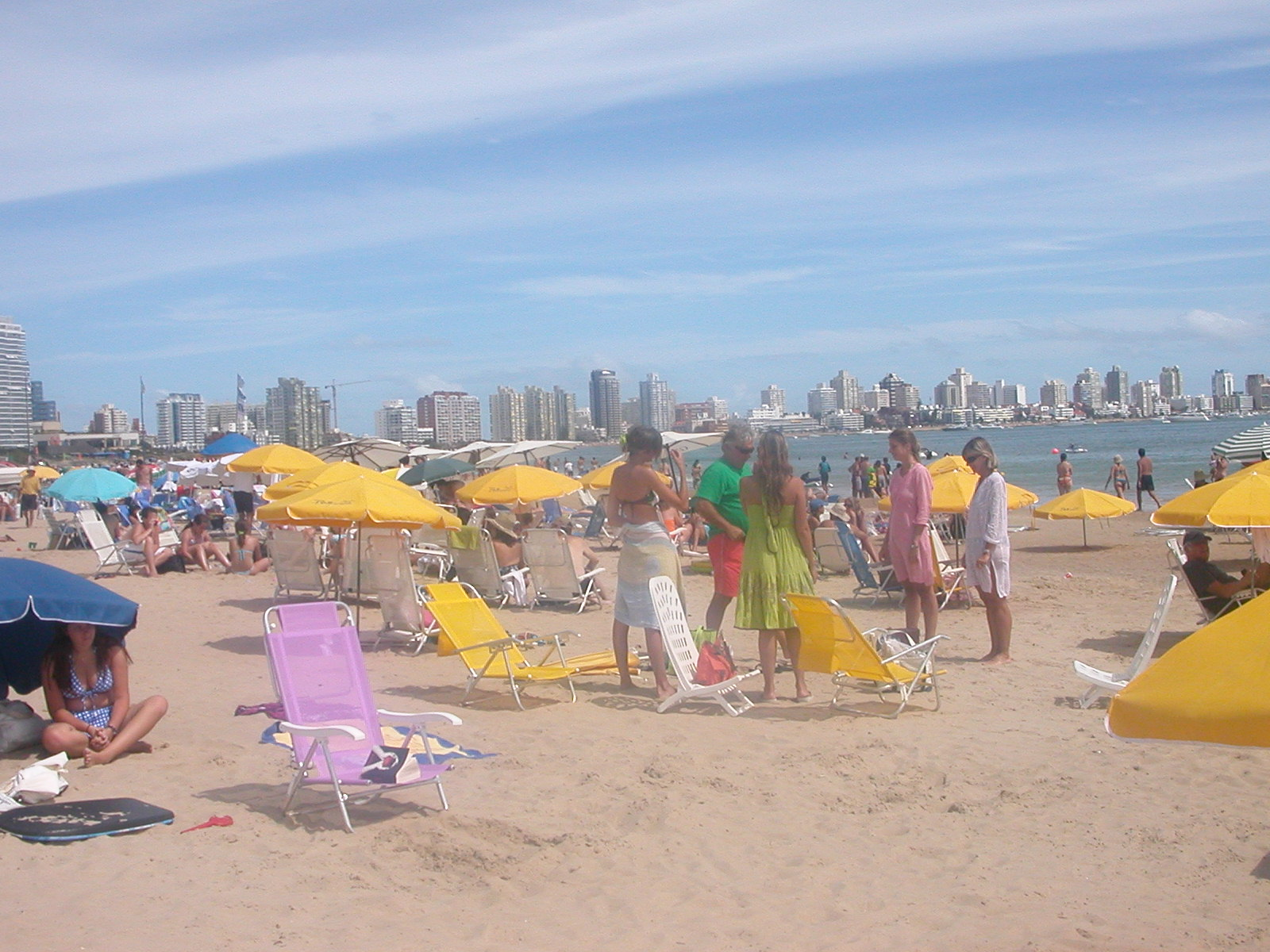
Praia de Punta del Este

Em 2018, o Uruguai foi o 69º país mais visitado do mundo, com 3,4 milhões de turistas internacionais. As receitas do turismo, neste ano, foram de US $ 2,3 bilhões.
O setor terciário (comércio e serviços) representava 68% do PIB uruguaio em 2000. O setor de Comércio, Restaurantes e Hotéis contribuiu com 12,7% do PIB neste ano. Em 1999, o  Uruguai recebeu 2,3 milhões de turistas, basicamente argentinos (67%), uruguaios residentes no exterior (17%) e brasileiros (7%), gerando receitas de US$ 652 milhões, ou 18% das exportações de bens e serviços no ano.

## Economia contemporânea

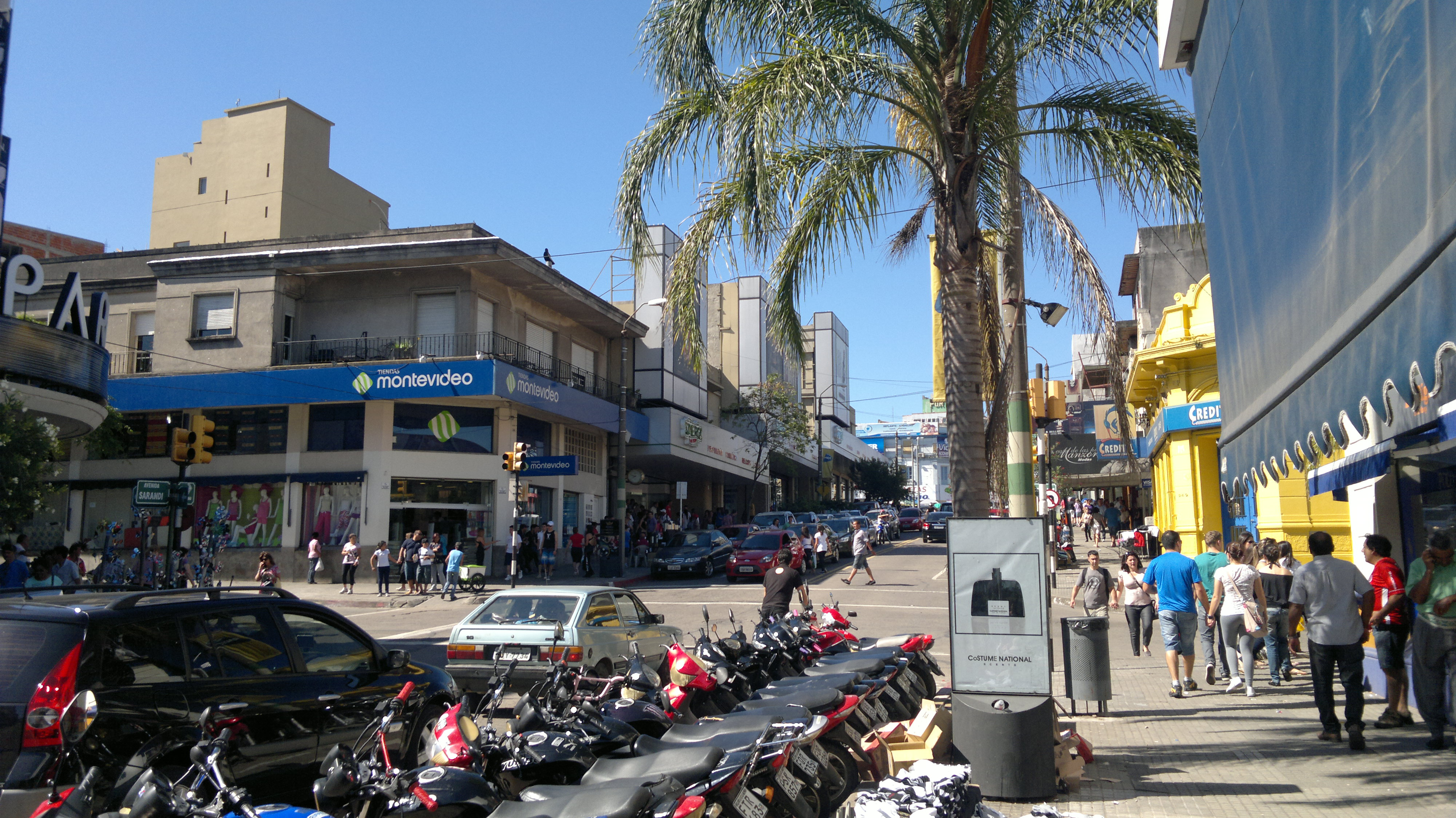
Comércio em Rivera, na fronteira com o Brasil

Da mesma forma que os demais países da região, nos anos 1990 o país aderiu às reformas políticas de abertura econômica e diminuição do Estado. No entanto, estas mudanças foram menos bruscas no Uruguai. Como exemplo, a empresa estatal de telecomunicações, ANTEL, teve sua privatização impedida em função de um plebiscito. Nesse sentido, em dezembro de 2003 a população recusou nas urnas a liberalização do setor energético. Os uruguaios também se pronunciaram, em novembro de 2004, a favor de constar da Carta Magna que "a água é um recurso natural essencial para a vida" e que o acesso a ela e a todos os serviços de saneamento são "direitos humanos fundamentais".[carece de fontes?]
Após ter crescido 5% anualmente durante os anos de 1996 a 1998, de 1999 a 2002 a economia sofreu uma queda, influenciada principalmente pelos efeitos dos problemas econômicos de seus países vizinhos, Argentina e Brasil. Com a grave crise da conversibilidade do peso que afetou a Argentina no período 2001-2002, diversos clientes originários desse país sacaram seus depósitos em dólar mantidos em bancos uruguaios. Isto provocou uma crise no sistema financeiro do país.
O país conseguiu reestruturar a sua dívida externa em 2003 e, entre 2004 e 2008 cresceu em média 8% ao ano. Em 2009 o país cresceu apenas 1,7%, porém só não entrou em recessão devido às eficientes política fiscal e monetária aplicadas.